# UTC−08:00

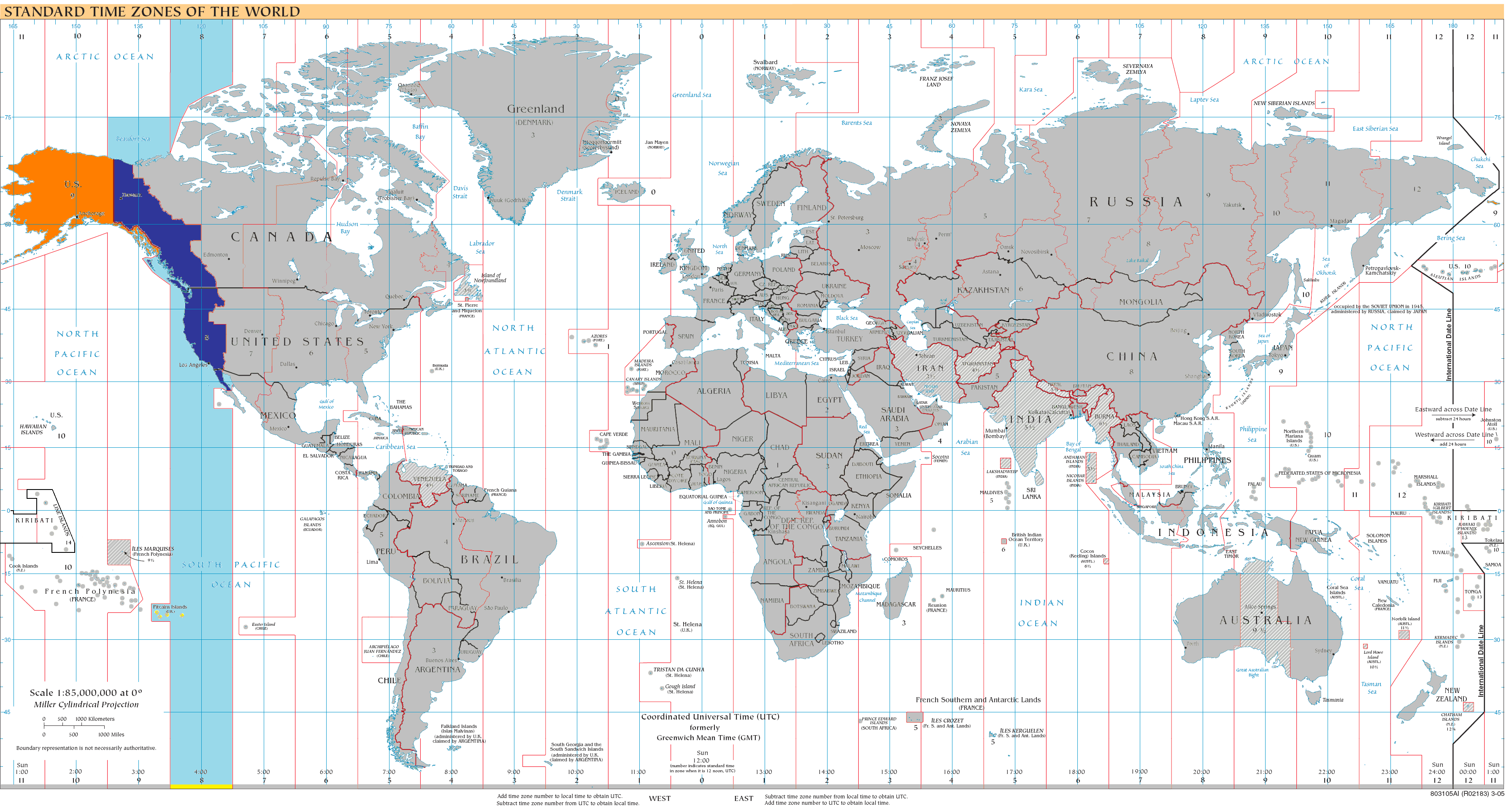
území, kde čas UTC-8 platí celoročně
území, kde čas UTC-8 platí sezónně v zimním období
území, kde čas UTC-8 platí sezónně v letním období
území, kde čas UTC-8 neplatí
mořské plochy spadající do pásma UTC-8
mořské plochy nespadající do pásma UTC-8
Poznámka: Stav k roku 2008

UTC−08:00 je zkratka a identifikátor časového posunu o -8 hodin oproti koordinovanému světovému času. Tato zkratka je všeobecně užívána.
Existují i jiné zápisy se stejným významem:
- UTC-8 — zjednodušený zápis odvozený od základního[1]
- U — jednopísmenné označení používané námořníky, které lze pomocí hláskovací tabulky převést na jednoslovný název (Uniform).[2]

Zkratka se často chápe ve významu časového pásma s tímto časovým posunem. Odpovídajícím řídícím poledníkem je pro tento čas 120° západní délky, čemuž odpovídá teoretický rozsah pásma mezi 112°30′ a 127°30′ západní délky.

## Jiná pojmenování
| zkratka | česky                    | anglicky               | poznámka                                                             | odkaz |
| AKDT    | -                        | Alaska Daylight Time   | viz časová pásma v USA                                               | [ 4 ] |
| PST     | pacifický standardní čas | Pacific Standard Time  | viz časová pásma v Kanadě, časová pásma v Mexiku, časová pásma v USA | [ 5 ] |
| PST     | -                        | Pitcairn Standard Time | viz časová pásma ve Spojeném království                              | [ 6 ] |

## Úředně stanovený čas
Čas UTC−08:00 je používán na následujících územích, přičemž standardním časem se míní čas definovaný na daném území jako základní, od jehož definice se odvíjí sezónní změna času.

### Celoročně platný čas
- Clippertonův ostrov (Francie) — standardní čas platný na tomto neobydleném ostrově
- Mexiko — standardní čas platný části území (Colima[p 5])
- Pitcairnovy ostrovy (Spojené království) — standardní čas platný na tomto území

### Sezónně platný čas
- Kanada — standardní čas platný[p 6] na části území (Britská Kolumbie)
- Mexiko — standardní čas platný[p 7] na části území (Baja California)
- Spojené státy americké — standardní čas platný[p 8] na části území
- Spojené státy americké — letní čas platný[p 8] na části území (Aljaška[p 9]) posunutý o hodinu oproti standardnímu času

## Neoficiální čas
V Kanadě se tento čas neužívá na východě Britské Kolumbie v krajích Východní Kootenay (Regional District of East Kootenay), Columbia-Shuswap (Columbia-Shuswap Regional District), Střední Kootenay (Regional District of Central Kootenay).
Severní Rockies (Northern Rockies Regional Municipality) a s výjimkou města Fort Ware také v kraji Peace River (Peace River Regional Municipality).